# FIA WTCC török nagydíj

A FIA WTCC török nagydíj az Istanbul Parkban került megrendezésre Isztambulban, Törökországban. A verseny a világbajnokság 2005-ös visszatérésével került a versenynaptárba, de 2007-ben már a svéd nagydíj váltotta.

## Futamgyőztesek
| Év   | Versenyző                        | Gyártó     | Helyszín      | Összefoglaló |
| ---- | -------------------------------- | ---------- | ------------- | ------------ |
| 2006 | 1. verseny : Alessandro Zanardi  | BMW        | Istanbul Park | Összefoglaló |
| 2006 | 2. verseny : Gabriele Tarquini   | SEAT       | Istanbul Park | Összefoglaló |
| 2005 | 1. verseny : Fabrizio Giovanardi | Alfa Romeo | Istanbul Park | Összefoglaló |
| 2005 | 2. verseny : Gabriele Tarquini   | Alfa Romeo | Istanbul Park | Összefoglaló |